# Ковбаснюк Іван Іванович
Іван Іванович Ковбаснюк (нар. 18 травня 1993) — український гірськолижник, член збірної України на Олімпійських іграх 2018 та 2022 років.

## Виступи на Олімпійських іграх
| Рік  | Місце проведення          | СЛ  | ГС | СГ  | ШС | КМ  |
| ---- | ------------------------- | --- | -- | --- | -- | --- |
| 2018 | Пхьончхан, Південна Корея | DNF | 57 | DNF | 49 | DNF |
| 2022 | Пекін, Китай              | DNF | —  | 32  | 33 | 14  |

## Виступи на чемпіонатах світу
| Рік  | Місце проведення            | СЛ   | ГС  | СГ  | ШС | КМ   |
| ---- | --------------------------- | ---- | --- | --- | -- | ---- |
| 2013 | Шладмінг, Австрія           | DNF1 | 73  | 65  | —  | —    |
| 2015 | Вейл/Бівер-Крик, США        | 37   | 55  | —   | —  | —    |
| 2017 | Санкт-Моріц, Швейцарія      | 47   | DNF | 48  | —  | —    |
| 2019 | Оре, Швеція                 | DNF1 | 52  | 48  | 54 | DNF  |
| 2021 | Кортіна-д'Ампеццо, Італія   | 30   | 60  | DNF | —  | DNF2 |
| 2023 | Куршевель/Мерібель, Франція |      |     |     |    | DNF2 |